# Csúri Károly
Csúri Károly (Szeged, 1946. július 9. –) magyar germanista, filológus, egyetemi tanár. A német és osztrák irodalom jeles szakértője.

## Életpályája
1969-ben végzett a József Attila Tudományegyetem Bölcsészettudományi Karának német-angol szakán. 1970-1975 között a József Attila Tudományegyetem Bölcsészettudományi Karának német tanszékén tanársegéd, 1975-1981 között adjunktus, 1979-ben védte meg kandidátusi disszertációját, 1981-ben nevezték ki docensnek, 1996-ban pedig egyetemi tanárnak. 1987-1991 között a német, 1993-1999 között és 2005-2011 között az osztrák tanszéket vezette. 1999-2004 között a bécsi Collegium Hungaricum igazgatója volt, sokat tett az osztrák-német kulturális kapcsolatok fejlesztéséért. Hazatérve a szegedi Germán Intézetben az Osztrák Irodalom és Kultúra Tanszék egyetemi tanára. 2016 őszén emeritálták.
Az MTA Nyelv- és Irodalomtudományi Osztálya keretében működik.
Kutatási területe a műértelmezés elmélete és módszertana, a századforduló német és osztrák irodalma, expresszionista líra, Georg Trakl költészete. A 19-20. századi német és osztrák irodalom számos jeles képviselőjével foglalkozott, köztük Hugo von Hofmannsthal, Gottfried Benn, Wolfgang Borchert, Georg Trakl, Georg Heym, Gerrit Engelke, Thomas Mann, Arthur Schnitzler. Tudományos közleményeit főleg német nyelven publikálja, tanulmányainak, köteteinek száma meghaladja százharmincat. A Szegedi Tudományegyetem Irodalomtudományi Doktori Iskolájának törzstagja, 1993-ban Odorics Ferenc kandidátusi disszertációjánál témavezető volt, azóta 10 fő témavezetője, közülük négyen szereztek abszolutóriumot.

## Művei (válogatás)
- Texttheorie und Interpretation. Untersuchungen zu Gryphius, Borchert und Böll (Bernáth Árpáddal és Kanyó Zoltánnal, 1975)
- Die frühen Erzählungen Hugo von Hofmannsthals. Eine generativpoetische Untersuchung (1978)
- Literary semantics and possible worlds / Literatursemantik und mögliche Welten; szerk. Csúri Károly; JATE, Szeged, 1980 (Studia poetica)
- Az elbeszélés értelmezésének stratégiái (szerkesztette Bernáth Árpáddal, 1985)
- Az egyszerű formák szemiotikája (szerkesztette Bernáth Árpáddal, 1985)
- Lehetséges világok. Tanulmányok az irodalmi műértelmezés témaköréből (1987)
- Beiträge der Fachtagung von Germanisten aus Ungarn und der Bundesrepublik Deutschland in Budapest vom 16.-19. 1988; szerk. Hans-Joachim Althof, Bernáth Árpád, Csúri Károly; JATE–DAAD, Szeged–Bonn, 1990
- Kanyó Zoltán: Szemiotika és irodalomtudomány (válogatott tanulmányok, szerkesztette Bernáth Árpáddal, fordította: Kertész András, Orosz Magdolna, Tarnay László, 1990)
- Erzählstrukturen. Studien zur Literatur der Jahrhundertwende; szerk. Csúri Károly, Horváth Géza; JATE, Szeged, 1998-
- Österreichische Identität und Kultur; szerk. Csúri Károly, Kóth Markus; JATEPress–Praesens, Szeged–Wien, 2007 (Österreich-Studien Szeged)
- Kulturtransfer und kulturelle Identität. Budapest und Wien zwischen Historismus und Avantgarde; szerk. Csúri Károly, Fónagy Zoltán, Volker Munz; JATEPress–Praesens, Szeged–Wien, 2008 (Österreich-Studien Szeged)
- Georg Trakl und die literarische Moderne. Tübingen: Max Niemeyer Verlag, 2009. 273 p. ISBN 978-3-484-32136-6
- Massenfeste. Ritualisierte Öffentlichkeiten in der mittelosteuropäischen Moderne; szerk. Csúri Károly, Orosz Magdolna, Szendi Zoltán; Lang, Frankfurt am Main, 2009 (Budapester Studien zur Literaturwissenschaft)
- Tömegek és ünnepek. A nyilvánosság rítusai a közép-európai modernségben; szerk. Csúri Károly, Orosz Magdolna, Szendi Zoltán; Gondolat, Bp., 2009 (Mű-helyek)
- Határátlépések. Kulturális terek reprezentációi; szerk. Csúri Károly, Mihály Csilla, Szabó Judit; Gondolat, Bp., 2009 (Mű-helyek)

## Szervezeti tagságai
- Irodalomtudományi Bizottság
- Szegedi Területi Bizottság
- I. Nyelv- és Irodalomtudományi Szakbizottság
- Modern Filológiai Munkabizottság
- Osztrák-Magyar Irodalom- és Kultúrtudományi Vegyesbizottság

## Díjak, ösztöndíjak, elismerések
- Alexander von Humboldt Alapítvány tudományos kutatói ösztöndíja (két alkalommal)
- Humboldt-ösztöndíj (1991-1993)
- Apáczai Csere János-díj (1996)
- Széchenyi professzori ösztöndíj (1998-1999)
- Osztrák érdemkereszt (2012)[4]
- A Magyar Érdemrend tisztikeresztje (2023)